# Foals
Foals is een vierkoppige indierockband afkomstig uit Oxford, Engeland.

## Geschiedenis
De band werd opgericht in 2005 en heeft een platencontract bij Warner Music Group sinds hun derde album. De naam is een zinspeling op de herkomst van Philippakis' naam. Hun debuutalbum Antidotes werd uitgebracht op 24 maart 2008. Het album kwam binnen op nummer 99 in de Nederlandse Album Top 100, maar was er na een week weer uit. Het tweede album, Total Life Forever, verscheen op 10 mei 2010 in het Verenigd Koninkrijk en een dag later in de Verenigde Staten. Als tussentijds project brachten ze op 3 juli 2012 een mixtape-cd uit onder het platenlabel Studio !K7.
Hun derde album, Holy Fire, kwam uit op 11 februari 2013. Het nummer My Number werd een bescheiden hit in diverse landen, ook kwam het, met een remix van Trophy Wife, voor in de voetbalgame FIFA 14. De single Mountain at My Gates werd gebruikt in de game FIFA 16.
In januari 2018 verliet bassist Walter Gervers na 12 jaar de band. Een jaar later bracht Foals twee albums uit. Everything Not Saved Will Be lost Part I verscheen in maart 2019 en Everything Not Saved Will Be lost Part II  verscheen in oktober 2019. Het nummer The Runner verscheen op de soundtrack van FIFA 20.
In september 2021 maakte toetsenist Edwin Congraeve bekend de band te verlaten. Later dat jaar verscheen de single Wake Me Up, de eerst single van het album Life Is Yours dat op 17 juni 2022 uitkwam.
Op 2 mei 2023 werd de terugkeer van bassist Walter Gervers in de band bekendgemaakt.

## Bandleden
- Yannis Philippakis — leadzanger/gitaar/livedrum
- Jimmy Smith — gitaar/achtergrondzang
- Jack Bevan — drums/percussie
- Walter Gervers - basgitaar/achtergrondzang

## Discografie

### Albums
| Albumnaam                                | Jaar | Opmerkingen               |
| ---------------------------------------- | ---- | ------------------------- |
| Antidotes                                | 2008 |                           |
| Total Life Forever                       | 2010 |                           |
| Tapes                                    | 2012 | Tussentijds mixtape-album |
| Holy Fire                                | 2013 |                           |
| What Went Down                           | 2015 |                           |
| Everything not saved will be lost part 1 | 2019 |                           |
| Everything not saved will be lost part 2 | 2019 |                           |
| Life Is Yours                            | 2022 |                           |

### Ep's
| Ep-naam         | Jaar | Van het album      |
| --------------- | ---- | ------------------ |
| Live EP         | 2007 | /                  |
| Cassius         | 2008 | Antidotes          |
| Olympic Airways | 2008 | Antidotes          |
| Gold Gold Gold  | 2008 | /                  |
| Miami           | 2010 | Total Life Forever |
| Late Night      | 2013 | Holy Fire          |
| Bad Habit EP    | 2013 | Holy Fire          |

### Singles
| Singlenaam                  | Jaar | Van het album                            |
| --------------------------- | ---- | ---------------------------------------- |
| Try This On Your Piano      | 2006 | /                                        |
| Hummer/Astronauts And All   | 2007 | (Antidotes)                              |
| Mathletics/Big Big Love     | 2007 | (Antidotes)                              |
| Balloons                    | 2007 | Antidotes                                |
| Cassius                     | 2008 | Antidotes                                |
| Red Socks Pugie             | 2008 | Antidotes                                |
| My Number                   | 2012 | Holy Fire                                |
| Late Night (Koreless remix) | 2013 | (Holy Fire)                              |
| What Went Down              | 2015 | What Went Down                           |
| Mountain at My Gates        | 2015 | What Went Down                           |
| Give It All                 | 2015 | What Went Down                           |
| Rain / Daffodils            | 2016 | Non-Album Single / RSD2016-release       |
| Exit                        | 2019 | Everything not saved will be lost part 1 |
| On the Luna                 | 2019 | Everything not saved will be lost part 1 |
| Black Bull                  | 2019 | Everything not saved will be lost part 2 |
| The Runner                  | 2019 | Everything not saved will be lost part 2 |
| Into the Surf               | 2019 | Everything not saved will be lost part 2 |
| Like Lightning              | 2019 | Everything not saved will be lost part 2 |
| Neptune                     | 2020 | Everything not saved will be lost part 2 |
| Hypercolour (ft. CamelPhat) | 2020 | N.v.t.                                   |
| Wake Me Up                  | 2021 | Life Is Yours                            |
| 2am                         | 2022 | Life Is Yours                            |
| 2001                        | 2022 | Life Is Yours                            |
| Crest of the Wave           | 2022 | Life Is Yours                            |

### Albums
| Album                                    | Verschijnen | Label                  | Hitlijsten | Hitlijsten | Hitlijsten | Hitlijsten | Hitlijsten | Hitlijsten |
| Album                                    | Verschijnen | Label                  | BE (VL)    | BE (VL)    | NL         | NL         | GB         | US         |
| Album                                    | Verschijnen | Label                  | Piek       | Weken      | Piek       | Weken      | Piek       | Piek       |
| ---------------------------------------- | ----------- | ---------------------- | ---------- | ---------- | ---------- | ---------- | ---------- | ---------- |
| Antidotes                                | 24-03-2008  | Transgressive, Sub Pop | -          | -          | 99         | 1          | 3          | -          |
| Total Life Forever                       | 10-05-2010  | Transgressive, Sub Pop | 83         | 1          | -          | -          | 8          | -          |
| Holy Fire                                | 11-02-2013  | Transgressive, Sub Pop | 25         | 25         | 41         | 4          | 2          | 86         |
| What Went Down                           | 28-08-2015  | Transgressive, Sub Pop | 17         | 14         | 4          | 7          | 3          | 58         |
| Everything Not Saved Will Be Lost Part 1 | 08-03-2019  | Transgressive, Warner  | 17         | 5          | 22         | 2          | 2          | 58         |
| Everything Not Saved Will Be Lost Part 2 | 18-10-2019  | Transgressive, Warner  | 56         | 2          | 40         | 1          | 1          | -          |
| Life Is Yours                            | 17-06-2022  | Warner, ADA            | 61         | 1          | 34         | 1          | 3          | -          |

### Nummers
| Lied                 | Verschijnen | Album                                      | Hitlijsten | Hitlijsten | Hitlijsten  | Hitlijsten  | Hitlijsten   | Hitlijsten   | Hitlijsten | Hitlijsten |
| Lied                 | Verschijnen | Album                                      | BE (VL)    | BE (VL)    | NL (Top 40) | NL (Top 40) | NL (Top 100) | NL (Top 100) | GB         | US         |
| Lied                 | Verschijnen | Album                                      | Piek       | Weken      | Piek        | Weken       | Piek         | Weken        | Piek       | Piek       |
| -------------------- | ----------- | ------------------------------------------ | ---------- | ---------- | ----------- | ----------- | ------------ | ------------ | ---------- | ---------- |
| My Number            | 2012        | Holy Fire                                  | 45         | 1          | tip17       | -           | 83           | 2            | 23         | -          |
| Bad Habit            | 2013        | Holy Fire                                  | tip89      | -          | -           | -           | -            | -            | -          | -          |
| Out of the Woods     | 2013        | Holy Fire                                  | tip23      | -          | -           | -           | -            | -            | -          | -          |
| Mountain at My Gates | 2015        | What Went Down                             | tip35      | -          | -           | -           | -            | -            | 87         | -          |
| Give It All          | 2015        | What Went Down                             | tip52      | -          | -           | -           | -            | -            | -          | -          |
| Birch Tree           | 2016        | What Went Down                             | tip        | -          | -           | -           | -            | -            | -          | -          |
| Exits                | 2019        | Everything Not Saved Will Be Lost – Part 1 | tip36      | -          | -           | -           | -            | -            | 70         | -          |
| On the Luna          | 2019        | Everything Not Saved Will Be Lost – Part 1 | tip40      | -          | -           | -           | -            | -            | -          | -          |
| In Degrees           | 2019        | Everything Not Saved Will Be Lost – Part 1 | tip        | -          | -           | -           | -            | -            | 82         | -          |
| Black Bull           | 2019        | Everything Not Saved Will Be Lost – Part 2 | tip        | -          | -           | -           | -            | -            | -          | -          |
| The Runner           | 2019        | Everything Not Saved Will Be Lost – Part 2 | tip35      | -          | -           | -           | -            | -            | 87         | -          |
| Wash Off             | 2019        | Everything Not Saved Will Be Lost – Part 2 | tip        | -          | -           | -           | -            | -            | -          | -          |